# Халиппа, Пантелеймон Николаевич
Пантелеймо́н Никола́евич Хали́ппа (рум. Pantelimon Halippa; 1 [13] августа 1883, Куболта, Сорокский уезд, Бессарабская губерния — 30 апреля 1979, Бухарест) — молдавский и румынский политический и общественный деятель, журналист, историк-краевед, ведущий идеолог объединения Бессарабии с Румынией. Родной брат Ивана Халиппы.
Публиковался вначале на русском и румынском, а с 1918 года исключительно на румынском языке.

## Биография
Пантелеймон Халиппа родился 13 августа (1 августа по старому стилю) 1883 года в селе Куболта Сорокского уезда Бессарабской губернии (ныне Сынжерейский район Республики Молдова) в семье сверхштатного пономаря сельской Свято-Елисаветской церкви Николая Ивановича Халиппы и его жены Параскевы Дмитриевны.
Учился в начальной школе в родном селе, посещал курсы в Единецкой духовной семинарии, потом в Кишинёвской духовной семинарии. В 1904 поступил в Юрьевский университет, но после революции 1905 года был вынужден вернуться в Бессарабию, где активно участвовал в общественной жизни. Издавал газету, вошёл в руководство Молдавской национальной партии. В 1917 году стал вицепредседателем Сфатул Цэрий. После присоединения Бессарабии к Румынии занимал высокие государственные должности — депутат, сенатор, министр в нескольких правительствах. Член Национал-царанистской партии с её основания в 1926 году. Основал в Кишинёве Народный университет, частную консерваторию «Униря», Союз бессарабских писателей и журналистов, издательское общество «Лучафэрул».
В 1950 году был арестован и выслан в СССР, где приговорён к 25 годам каторги. Однако, через три года его амнистировали и отправили обратно в Румынию. Но здесь и до 1957 года он пробыл в тюрьме.
Умер в 1979 году в Бухаресте.

## Литературная деятельность
Халиппа написал более 280 стихотворений, статей, переводов, несколько исторических исследований «Бессарабия до присоединения к России» (на русском языке, 1914), «Бессарабия при императоре Александре I» (на русском языке), «Б.-П. Хашдеу» (1939). После смерти была издана «История моей жизни» (Povestea vieţii mele, 1990) и сборник статей (2001).

## Память
- В память о Пантелеймоне Халиппа названа площадь в Кишинёве (бывшая 40 лет ВЛКСМ), улицы в Кишинёве (бывшая Малиновского), Дрокии, Калараше, Окнице, Сороках, Унгенах, Фалештах.
- В 1998 году была выпущена почтовая марка Молдовы, посвященная Халиппе.